# 55e régiment d'infanterie « comte Bülow von Dennewitz » (6e régiment d'infanterie westphalien)
Pour les articles homonymes, voir 55e régiment.

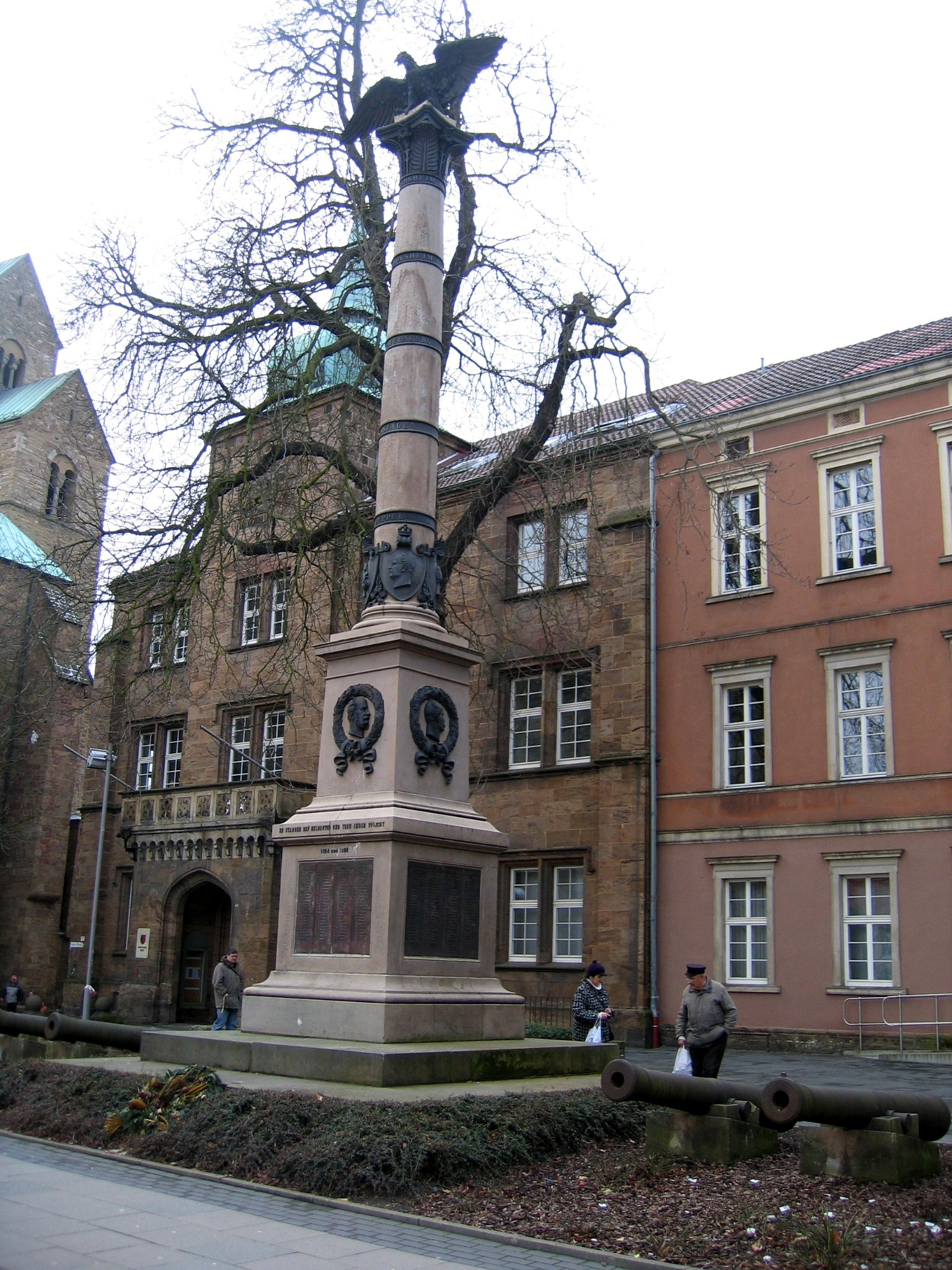
Monument devant l'ancien gouvernement à Minden. Entre autres, on se souvient des victimes du d'infanterie.

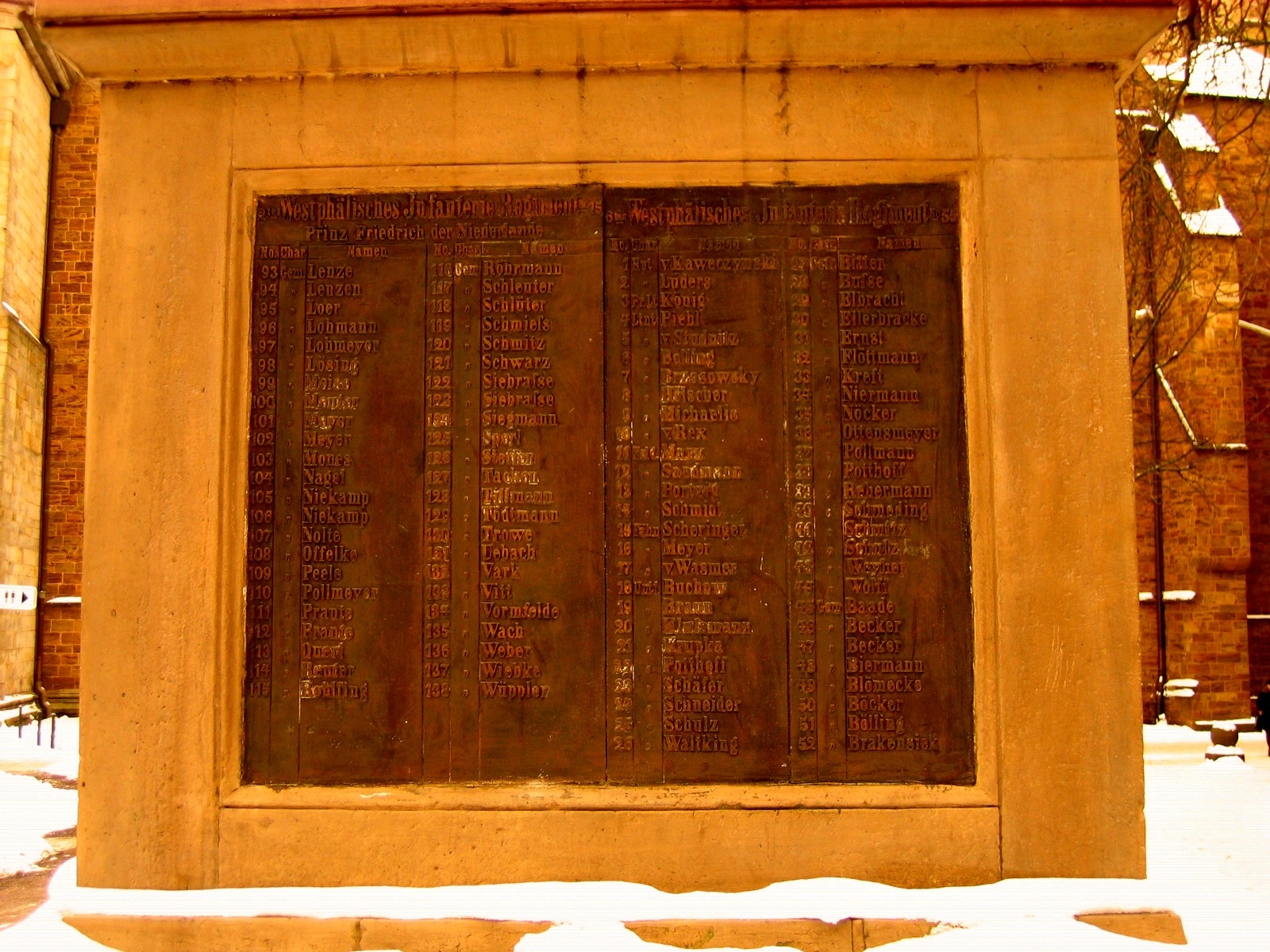
Liste des soldats tombés au combat du (côté droit)

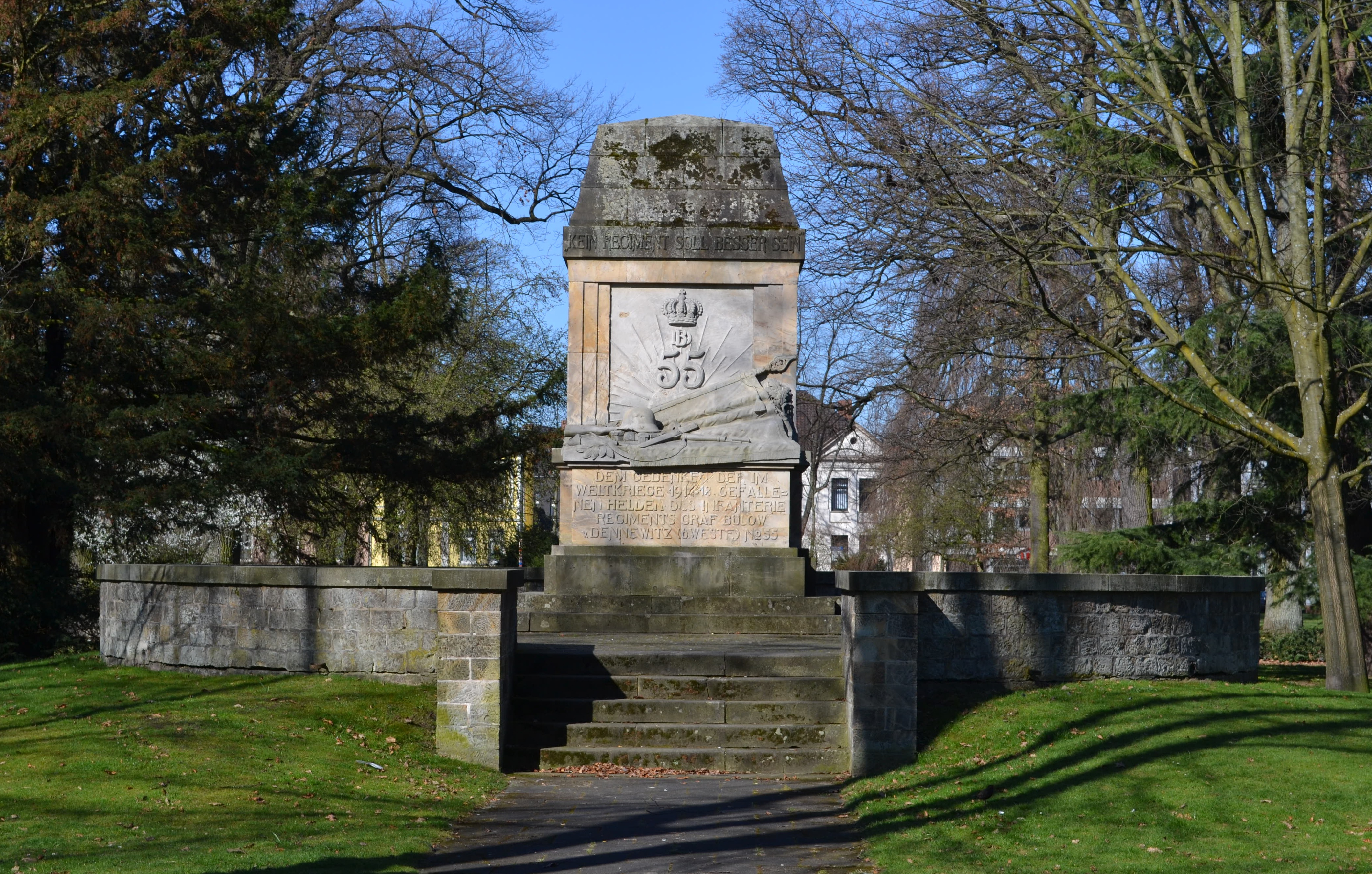
Monument du sur la Kaiser-Wilhelm-Platz à Detmold

Le 55e régiment d'infanterie « comte Bülow von Dennewitz » (6e régiment d'infanterie westphalien) est une unité d'infanterie de l'armée prussienne.

## Histoire
L'unité est créée le 5 mai 1860 dans le cadre de la réforme de l'armée de Roon. À cette fin, le régiment mère, le 15e régiment d'infanterie (de), transfère du personnel actif au 15e régiment d'infanterie de la Landwehr. Celui-ci est ensuite regroupé sous le nom de 15e régiment d'infanterie combinée et lève trois bataillons d'infanterie. Cela comprend deux bataillons de  mousquetaires (1er et 2e bataillons) et un bataillon de fusiliers (3e bataillon). Plus tard, le 3e bataillon est détaché et remplacé par le bataillon Lippe-Detmold (tirailleurs de Lippe (de)). Il ne reçoit sa désignation finale, 55e régiment d'infanterie,  qu'une fois sa formation achevée. Comme il doit être stationné en Westphalie et subordonné au 7e corps d'armée à Münster, il reçoit la désignation provinciale de 6e westphalien comme 6e régiment en Westphalie. Après sa formation, le régiment déplace ses premiers emplacements en Westphalie orientale.
Le régiment n'est jamais en garnison à un seul endroit. Le régiment est initialement en garnison à Minden, Paderborn et Bielefeld. Au début de la Première Guerre mondiale, l'état-major du régiment et le 3e bataillon se trouvent à Detmold (Principauté de Lippe), le 1er bataillon à Höxter sur la Weser et le 3e bataillon à Bielefeld.
Le 27 janvier 1889, l'empereur Guillaume II ordonne que l'unité soit nommée en mémoire du double sauveur de Berlin dans les guerres de Coalitions, le général d'infanterie Friedrich Wilhelm von Bülow. L'unité porte donc le nom de 55e régiment d'infanterie « comte Bülow von Dennewitz » (6e régiment d'infanterie westphalien) à partir de ce moment.

### Guerre des Duchés
Le régiment participe à la guerre des Duchés en 1864, quatre ans après sa fondation. L'unité se déplace à Minden pour s'y rassembler et est ensuite transférée en train à Harbourg près de Hambourg. Il fait partie du corps expéditionnaire germano-autrichien, qui a pour tâche d'intervenir contre le Danemark dans le cadre d'une exécution fédérale au nom de la Confédération germanique.
Grâce aux mesures de danisation avancées, le royaume du Danemark, dont le roi est également duc de Schleswig, de Holstein et de Saxe-Lauenbourg, veut enfin intégrer le Schleswig dans le royaume mais comme le Schleswig et le Holstein ont décidé d'être « à jamais sans gêne » et que le roi l'a également reconnu, son action est illégalement dirigée contre l'unité du Schleswig et du Holstein, car ils ne sont alors plus indivis. Cependant, il faut tenir compte du fait que le Holstein fait déjà partie de la Confédération germanique à cette époque, mais pas le Schleswig.
Les habitants du Schleswig et du Holstein demandent donc l'aide de la Confédération germanique. Cette dernière décide qu'après l'échec des tentatives politiques pour rétablir l'unité des deux États, il faut intervenir militairement. C'est pourquoi les deux éternels adversaires pour la suprématie dans la Confédération germanique, la Prusse et l'Autriche, mettent sur pied et font marcher un corps expéditionnaire commun.
Le régiment participe à l'occupation du Holstein, qui a été complètement évacué par les Danois. Les Danois établissent la première position défensive au Danewerk. Après avoir traversé la Schlei, les troupes alliées poussent rapidement vers le nord et occupent Kiel. Au nord de celle-ci s'étend le Danewerk, qui est cependant évacué lors de l'approche des Prussiens du 3 au 5 février 1864. Seule une brigade danoise assure la retraite du gros de l'armée danoise à Düppel. Là, le régiment assiège notamment les redoutes qui ont été construites dans les faubourgs de Sønderborg. Le 17 mars 1864, les préparatifs de l'assaut sur les redoutes de Düppel, le 18 avril 1864, commencent. En avril 1864, le 1er bataillon remporte un grand succès au sud des positions et est le premier à monter une redoute après le corps de la Garde. Les Danois se retirent sur l'île d'Als au cours de la tempête.
Après un bref armistice, une action amphibie sans précédent débute le 29 juin 1864, le 2e bataillon étant l'un des premiers régiments à fouler le sol de l'île d'Als. Avec tous les bateaux tangibles, les navires et en partie avec des radeaux, ils traversent l'Alssund (da), et après une courte bataille, les dernières troupes danoises sur Als se rendent.
Le régiment participe ensuite au broyage des fortifications de Sonderburg et des redoutes de Düppel et retourne à ses positions de temps de paix. Les bataillons impliqués reçoivent la Croix de la tempête de Düppel (en) et la Croix d'Alsen pour leur participation à l'assaut des redoutes de Düppel et sur l'île d'Als. Un ruban correspondant figure sur les drapeaux des 1er et 2e bataillons.

### Guerre austro-prussienne
Pendant la guerre austro-prussienne en 1866, le régiment est initialement impliqué dans l'occupation du Hanovre après la capitulation de l'armée hanovrienne (de) à Langensalza. Le régiment est alors subordonné à l'Armée principale et se dirige vers Fulda, qu'il n'atteint pas. Il se met en marche en direction de Dermbach, où il joue un rôle décisif dans la bataille du 4 juillet. De là, il marche vers Kissingen, où les troupes bavaroises alliées à l'Autriche attendent les Prussiens. Cependant, la bataille de Kissingen du 10 juillet, dans laquelle le régiment combat avec succès en tête, ne dure pas longtemps. Les troupes bavaroises se replient sur Wurtzbourg via Hammelburg. Le régiment marche de Garlitz en direction de Kissingen et trouve un passage sur la Saale et pénètre dans la ville par le sud-ouest et le sud. Le 15e régiment d'infanterie (de) et le bataillon de fusiliers « Lippe  » attaquent les hauteurs autour de Kissingen tandis que le gros du régiment pénètre dans la ville. Cette opération doit toutefois être menée sans l'appui de l'artillerie, le général von Goeben ayant interdit le bombardement de la ville thermale. Dans un combat de rue acharné, le régiment se fraye un chemin dans la ville, dans laquelle les Bavarois se retirent progressivement . Avec l'aide de certaines parties du 15e régiment d'infanterie, ils pénètrent de plus en plus profondément dans la ville et font de nombreux prisonniers. Pendant ce temps, le 53e régiment d'infanterie entre également dans la ville et soutient les deux autres unités. Vers 1 heure de l'après-midi, la ville est nettoyée et les unités avancent vers le cimetière de l'église sur la route de Nüdlingen. C'est alors que commence les combats les plus acharnés à Kissingen. Le régiment tient ses positions jusqu'à ce qu'après un certain temps il soit renforcé par les 15e et 53e régiments d'infanterie. Ce n'est que lorsque le 19e régiment d'infanterie (de) sort de la réserve avec des forces fraîches que les forces participantes du régiment peuvent se retirer et se reposer. D'autres forces du régiment, ainsi que d'autres parties de la brigade, sont cependant engagées dans des combats sur les hauteurs. Des combats éclatent sur la pente d'un verger sur le Sinnberg, au cours desquels le lieutenant Friedrich von Papen (de) est capturé et l'enseigne du Portepee et futur général Max von Bock und Polach ne peut se sauver qu'avec difficulté, grièvement blessé. Vers deux heures et demie, les 2e et 3e bataillons marchent contre la ville, mais n'interviennent pas à nouveau dans les combats. Ils devaient prendre les ponts de la Saale. Cependant, sur le Stationsberg (de), ils sont pris sous le feu de la Winterleite et suivent les combattants bavarois jusqu'à Winkels, où le retrait des Bavarois et donc leur défaite est scellé.
Le 13 juillet, lors de l'avancée sur Francfort près de Laufach et Frohnhofen, il y a d'autres batailles dans lesquelles le 55e régiment, le 15e régiment et le bataillon de Lippe sont impliqués. Les adversaires ici, cependant, ne sont pas les Bavarois, mais les premiers Hessois du 8e corps fédéral.
Puis les Hessois sont repoussés en direction d'Aschaffenbourg. Le 14 juillet, un combat est livré. Le régiment marche sur Aschaffenbourg via Hösbach et Goldbach. Au cours de combats intenses, les 15e et 55e régiments d'infanterie prennent les portes de la ville. Les Hessois, renforcés par une brigade d'Autrichiens, tirent sur les envahisseurs prussiens depuis toutes les fenêtres des maisons de la ville. Peu à peu, il devient évident que les troupes fédérales sont de plus en plus pressées, la ville n'offrant pas assez aux alliés. Lorsque le régiment franchit finalement le pont principal et fait plus de 600 prisonniers, les généraux von Falkenstein et von Goeben arrivent et sont accueillis par des hourras d'encouragement. Vers 11 heures, l'engagement prend fin.
Les troupes de Nassau et de Hesse tentent d'empêcher la marche de l'armée principale sur Francfort près de Hanau. Ils sont notamment battus par le 7e corps d'armée, auquel le régiment est subordonné. La forteresse de Francfort, qui est occupée par des troupes fédérales, capitule à l'approche des Prussiens et est occupée.
Puis l'armée principale marche en direction de Tauberbischofsheim et y combat les restes du 8e corps d'armée fédéral. La bataille dure de 5h30 du matin jusqu'au début du crépuscule, vers 20h30. Après la défaite de Tauberbischofsheim, les ennemis se tournent vers Wurtzbourg. Au cours du siège, pendant lequel la forteresse de Marienberg est également bombardée, des combats éclatent à l'ouest du district de Königshofen à Uettingen et Gerchsheim le 25 juillet, au cours duquel des soldats du régiment sont également tués. Une fois la route dégagée, les Bavarois restants sont repoussés en direction de Wurtzbourg, retranchés dans la forteresse de Marienberg. La division de von Goeben marche de Höchberg vers Wurtzbourg. Pendant que le régiment bombarde la forteresse de Nikolausberg en contrebas du Käppele, l'artillerie de la forteresse répond aux tirs d'artillerie prussiens ainsi que de l'artillerie de l'autre rive du Main. En fin d'après-midi, la forteresse cesse de tirer et le retrait de l'armée bavaroise de la ville est constaté.
Après une courte période dans les environs de Wurtzbourg, le régiment marche d'abord vers le Wurtemberg pour y attendre la conclusion de la paix. À la fin du mois d'août, le bataillon retourne à sa base d'origine par Francfort.

### Guerre franco-prussienne
Dans la guerre contre la France en 1870/71, le régiment fait partie de la 26e brigade d'infanterie (de) sous les ordres de von der Goltz de la 13e division impliquée dans les batailles de Forbach-Spicheren et Borny-Colombey et dans le siège de Metz.
Après la reddition de Metz, le régiment est rattaché au 14e corps d'armée dans le cadre du nouveau détachement « Goltz  » et combat contre les unités de Garibaldi. Dans la bataille de Villersexel et la bataille d'Héricourt, le régiment combat l'armée française de l'Est nouvellement levée sous le général Bourbaki. Cette dernière est poursuivie lors de sa retraite après la bataille d'Héricourt en direction de la frontière suisse. Dans un froid extrême, le régiment connaît ses derniers combats le 1er février 1871 à Pontarlier, peu de temps avant l'internement des Français en Suisse.
Le régiment reste longtemps en France en tant que force d'occupation avant d'être transféré dans l'Empire allemand.

### Première Guerre mondiale
Le régiment est mobilisé au déclenchement de la Première Guerre mondiale le 2 août. Faisant partie de la 26e brigade d'infanterie (de) de la 13e division, il combat exclusivement sur le front occidental. Après la solidification des fronts, le régiment continue à se battre sur toutes les sections du front jusqu'à la bataille de Verdun. Lors de la bataille de la Somme, le régiment subi de lourdes pertes à Allains le 15/16 septembre 1916. Les 1er et 2e bataillons doivent être combinés en un bataillon composé de trois compagnies. Retiré du combat en raison de l'attrition, il est reconstitué par le bataillon de remplacement le 22 septembre 1916 et reçoit une 2e et une 3e compagnie de MG début octobre. Puis le régiment rentre dans la guerre des tranchées devant Verdun. Vient ensuite la bataille de l'Aisne en mai 1917 et, à partir de la fin du mois, la guerre des tranchées sur le chemin des Dames. Après de lourdes pertes à Vaudesson, les restes du régiment doivent être réunis en un bataillon le 23 octobre 1917. Ce n'est qu'à la mi-novembre que l'unité est à nouveau complète. Déployée à nouveau devant Verdun jusqu'au début du mois de février 1918, l'unité est ensuite retirée du front et préparée pour l'offensive du Printemps. Du 21 mars au 6 avril le régiment participe à l'offensive allemande et combat sur l'Ancre, l'Avre et la Somme. À Hamel, il subit à nouveau de lourdes pertes, de sorte que les restes se transforment en un bataillon. En raison de l'absence de remplaçants, il a fallu trois semaines pour reconstituer le régiment. Par la suite, en septembre, des parties du 217e régiment d'infanterie dissous sont incorporées. En outre, le régiment reçoit une compagnie de MW le 14 septembre 1918.

### Après-guerre
Après l'armistice, les restes du régiment sont retournés chez eux, en Westphalie. Là, l'état-major et le 3e bataillon est démobilisé à Detmold, le 1er bataillon à Höxter, ainsi que le 2e bataillon à Bielefeld.
Au cours de la période suivante, divers corps francs se forment. En janvier 1919, le corps franc « Bielefeld » est formé par le 2e bataillon et le corps franc « Detmold » par le 3e bataillon avec l'effectif d'une compagnie et d'une section MW. Cette dernière formation est incorporée au corps franc « Severin » en mars 1919. Avec la formation de la Reichswehr provisoire, ces unités sont transférées au 14e régiment d'infanterie de la Reichswehr en tant que 2e bataillon.
La tradition est reprise dans la Reichswehr par décret du 24 août 1921 du chef du commandement de l'armée General der Infanterie Hans von Seeckt par la 14e compagnie du 16e régiment d'infanterie à Detmold.

## Chefs du régiment
Contrairement à son prédécesseur, le prince Léopold IV n'est que le chef du 3e bataillon.
| Grade                  | Nom                         | Date                               |
| ---------------------- | --------------------------- | ---------------------------------- |
|                        | Louise de Prusse            | 7 décembre 1865 au 6 décembre 1870 |
| Generalleutnant        | Prince Léopold III de Lippe | 16 août au 8 décembre 1875         |
| General der Kavallerie | Prince Woldemar de Lippe    | 22 mars 1877 au 20 mars 1895       |
| Generalleutnant        | Prince Léopold IV de Lippe  | 27 janvier 1910 à la dissolution   |

## Commandants
| Grade                 | Nom                                       | Date                                                     |
| --------------------- | ----------------------------------------- | -------------------------------------------------------- |
| Oberst                | Emil von Schwartzkoppen                   | 1er juillet 1860 au 8 janvier 1864                       |
| Oberstleutnant/Oberst | Alexander Stoltz (de)                     | 9 janvier 1864 au 29 octobre 1866                        |
| Oberst                | Karl Lewin Leopold von und zu Gilsa (de)  | 30 octobre 1866 au 6 novembre 1869                       |
| Oberst                | Rudolf von Barby (de)                     | 7 novembre 1869 au 21 mars 1873                          |
| Oberst                | Botho von Wussow (de)                     | 22 mars au 22 mai 1873 (chargé de la direction)          |
| Oberst                | Botho von Wussow                          | 23 mai 1873 au 1er décembre 1873                         |
| Oberstleutnant/Oberst | Ernst von Grolman                         | 9 décembre 1873 au 14 octobre 1874                       |
| Oberstleutnant        | Richard von Seeckt                        | 15 octobre 1874 au 18 juin 1875 (chargé de la direction) |
| Oberstleutnant/Oberst | Richard von Seeckt                        | 19 juin 1875 au 11 mars 1881                             |
| Oberstleutnant/Oberst | Hans Wilhelm Herwarth von Bittenfeld      | 12 mars 1881 au 12 janvier 1887                          |
| Oberst                | Richard von Loeben (de)                   | 13 janvier 1887 au 21 mai 1889                           |
| Oberst                | Emil von Meerscheidt-Hüllessem            | 22 mai 1889 au 16 mai 1892                               |
| Oberst                | Constantin von Quadt-Wykradt-Hüchtenbruck | 17 mai 1892 au 25 mai 1894                               |
| Oberst                | Arthur von Schlieffen (de)                | 26 mai 1894 au 17 octobre 1897                           |
| Oberst                | Max von Weddig (de)                       | 18 octobre 1897 au 17 octobre 1900                       |
| Oberst                | Friedrich Bertram Sixt von Armin          | 18 octobre 1900 au 13 novembre 1901                      |
| Oberst                | Alfred von Strubberg                      | 14 novembre 1901 au 9 avril 1906                         |
| Oberstleutnant        | Erich von Boyneburgk (de)                 | 10 avril au 17 août 1906                                 |
| Oberst                | Alexander von Winterberger                | 18 août 1906 au 16 janvier 1908                          |
| Oberst                | Max von Hopffgarten gen. Heidler          | 17 janvier 1908 au 20 avril 1911                         |
| Oberst                | Georg von Wachter (de)                    | 21 avril 1911 au 26 janvier 1914                         |
| Oberst                | Otto von Trautmann                        | 27 janvier au 30 septembre 1914                          |
| Oberstleutnant        | Lorenz von Gottberg                       | 1er octobre 1914 au 4 avril 1915                         |
| Oberstleutnant        | Reinhard Kock                             | 5 avril au 1er juin 1915                                 |
| Major                 | Erich von Flotow                          | 2 juin 1915 au 20 avril 1916                             |
| Oberstleutnant/Oberst | Hans von Feldmann (de)                    | 21 avril au 11 novembre 1916                             |
| Major                 | Willi von Klewitz (de)                    | 12 novembre 1916 au 19 janvier 1917                      |
| Major                 | Ernst von Wangenheim                      | 20 janvier au 10 octobre 1917                            |
| Major                 | Hans von Fabeck                           | 11 octobre 1917 au 22 avril 1918                         |
| Oberstleutnant        | Viktor Bauernstein                        | 23 avril au 3 septembre 1918                             |
| Major                 | Paul Platz                                | 4 septembre 1918 au 4 février 1919                       |

## Uniforme

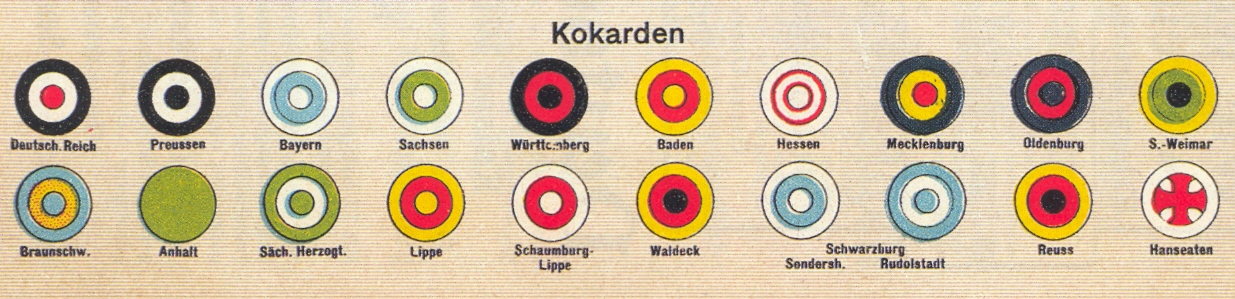
Lippe (en bas, 4e à gauche) et cocarde prussienne (en haut, 2e à gauche)

Le régiment porte la tunique prussienne bleue avec des revers rouges, des rabats rouges sur les manches bordés de blanc, des badges bleu clair et des boutons jaunes. À la barre (casque à pointes), les soldats portent le gelbmetallenen ou la ligne d'aigle dorée. L’équipement de cuir est noir et le numéro du régiment est apposé sur les épaulettes des hommes et les épaulettes des officiers. Les soldats des 1er et 2e bataillons portent la cocarde prussienne, ceux du 3e bataillon la cocarde de Lippe à côté de la cocarde impériale.